# Solon Borglum

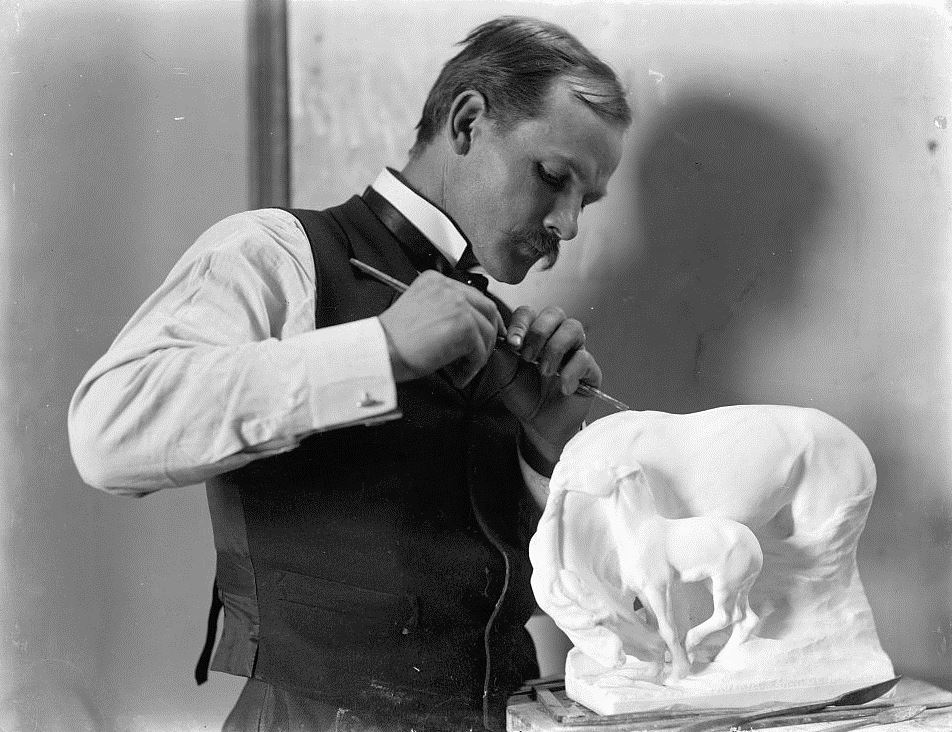
Gertrude Käsebier (1852–1934): Solon Borglum, 1902. Library of Congress, Prints and Photographs Division

Solon Hannibal de la Mothe Borglum (* 22. Dezember 1868 in Ogden, Utah; † 31. Januar 1922 in Stamford, Connecticut) war ein US-amerikanischer Bildhauer, der für seine Darstellungen von Cowboys und indigenen Völkern bekannt ist. Er wird auch Sculptor of the Prairie genannt.

## Leben
Solon Borglum wurde als Sohn dänischer Einwanderer geboren. Sein Vater, Jens (James) Borglum, und seine Frau Ida wanderten 1864 als Mormonen in die Vereinigten Staaten aus. Später heiratete James eine zweite Frau, Christina, die Mutter von Solon und seinem älteren Bruder John Gutzon de la Mothe. Nachdem Christina aus der Mormonenkirche ausgetreten war, verließ sie die Familie und James und Ida zogen die Kinder gemeinsam auf. Solon Borglum wuchs in Nebraska auf, wo er seine Jugend als Rancher verbrachte. Sein Interesse an der Kunst wurde durch seinen älteren Bruder Gutzon geweckt, der ihn ermutigte, eine künstlerische Laufbahn einzuschlagen. 1893 zog Solon nach Omaha, um bei J. Laurie Wallace, einem ehemaligen Schüler von Thomas Eakins, zu studieren. Ab 1895 studierte er an der Cincinnati Kunstakademie, wo ihn Louis Rebisso zur Bildhauerei inspirierte.
1898 erhielt Solon Borglum ein Stipendium, das ihm ein Studium an der Académie Julian in Paris ermöglichte. Dort lernte er führende Bildhauer wie Emmanuel Frémiet und Augustus Saint-Gaudens kennen, die ihn weiter förderten. Auf der Pariser Weltausstellung 1900 erhielt er eine Silbermedaille.
1898 heiratete Solon Borglum Emma Vignal. Im Sommer 1899 verbrachte das Paar drei Monate bei den Crow Creek Sioux in South Dakota, wo Borglum begann, indianische Motive in sein Werk aufzunehmen. 1906 zog die Familie nach Silvermine, einem Stadtteil von New Canaan, Connecticut, wo Solon Borglum die Silvermine Art Colony mitbegründete.
Während des Ersten Weltkriegs diente Solon Borglum in Frankreich als Sekretär des YMCA und unterrichtete Bildhauerei am Art Training Center der American Expeditionary Forces in Bellevue bei Paris. Nach dem Krieg kehrte er in die USA zurück, eröffnete ein Atelier in New York City und gründete die American School of Sculpture. Er leitete die Schule und hielt zahlreiche Vorträge über Kunst, bis er im Januar 1922 nach einer Blinddarmoperation starb.

## Werk

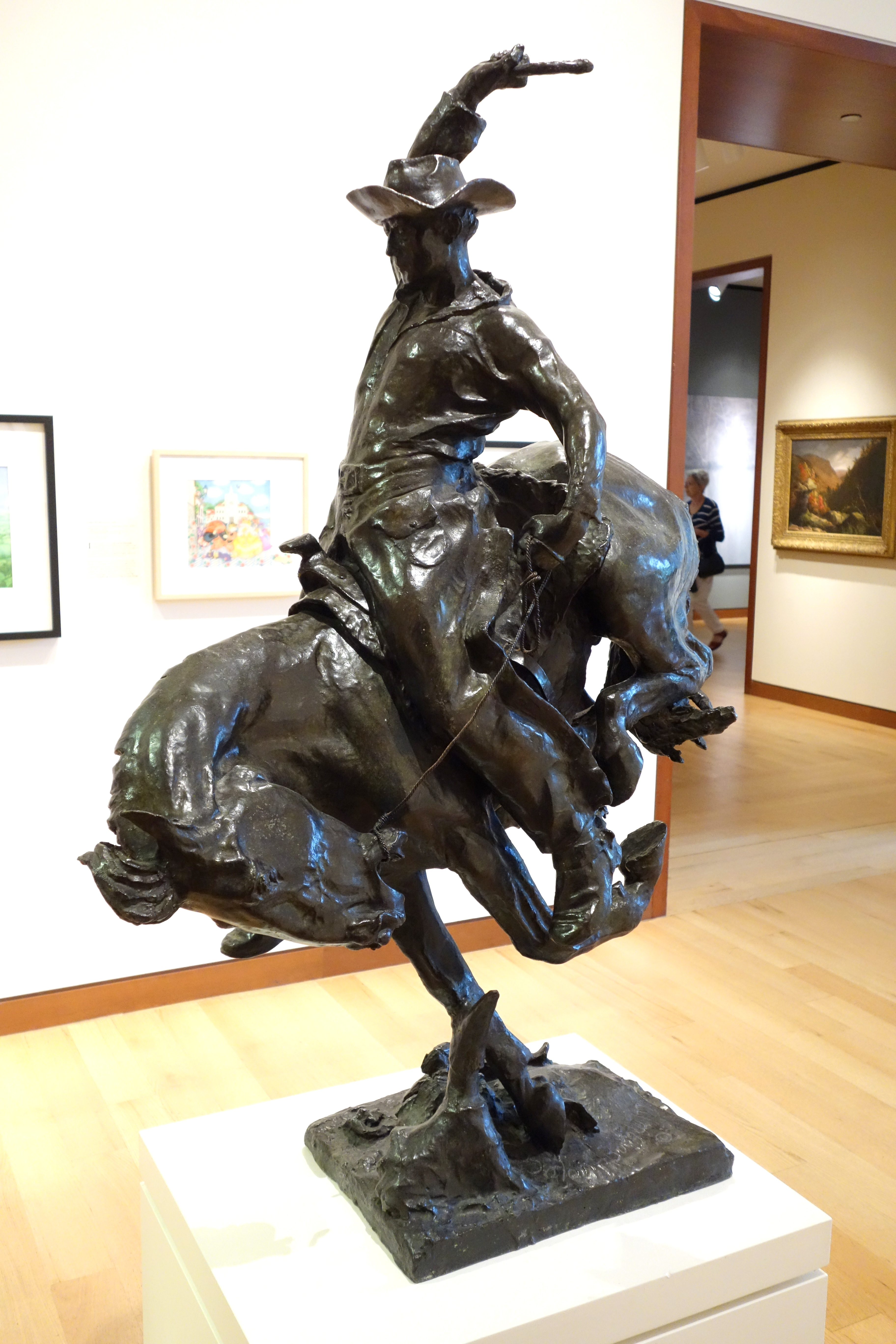
One in a Thousand, 1901 von Solon H. Borglum. New Britain Museum of American Art, New Britain, Connecticut

Solon Borglum ist vor allem für seine Skulpturen bekannt, die das Leben im amerikanischen Westen darstellen. Seine Werke zeigen oft Cowboys, Pferde und indigene Völker in dynamischen Szenen. Zu seinen bedeutendsten Arbeiten zählen: 
- Lassoing Wild Horses (1898)
- The Stampede of Wild Horses (1899)
- On the Border of the White Man’s Land (1899)
- Das Reiterstandbild von General John Brown Gordon in Atlanta, Georgia (1907)
- Das Denkmal für den Rough Rider Buckey O’Neill in Prescott, Arizona (1907)
- The Pioneer, ausgestellt auf der Panama-Pacific International Exposition in San Francisco (1915)

Seine Skulpturen zeichnen sich durch realistische Details und eine tiefe Verbundenheit mit den dargestellten Themen aus. Heute befinden sich viele seiner Werke in Museen, darunter das Smithsonian American Art Museum und das New Britain Museum of American Art.